# The Glebe (Bressay)

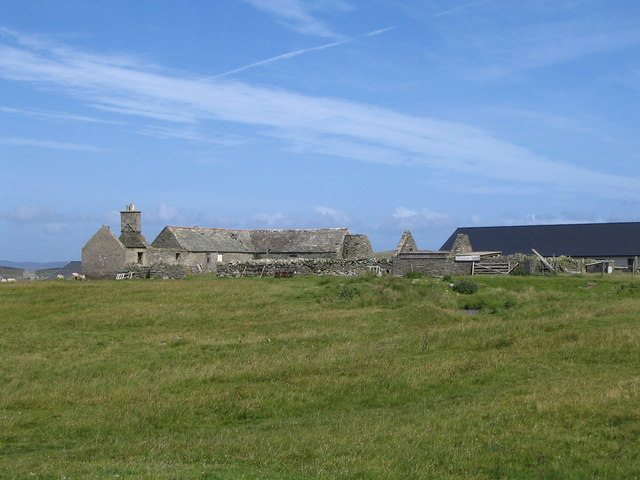
The Glebe

The Glebe ist ein Bauernhof auf der schottischen Shetlandinsel Bressay. 1997 wurde das Bauwerk in die schottischen Denkmallisten in der Kategorie B aufgenommen. Es handelt sich um einen Hof im regionalen historischen Stil, wie er heute nur noch in wenigen Fällen erhalten ist. Insbesondere der Aufbau und das verwendete Baumaterial sind für die Betrachtung dieses Bautyps beispielhaft und historisch wertvoll.

## Beschreibung
Der Bauernhof stammt aus dem späten 19. Jahrhundert. Er weist einen L-förmigen Grundriss auf und ist einstöckig konstruiert. In den einzelnen Gebäudeabschnitten sind Wohnbereiche, Stallungen und eine Darre untergebracht. Die Gebäude bestehen aus einer Trockenmauerwerk aus Bruchstein. Heute steht der Bauernhof leer und befindet sich teilweise in schlechtem baulichen Zustand. Aus diesem Grund wurde The Glebe 2008 in das Verzeichnis gefährdeter denkmalgeschützter Bauwerke in Schottland aufgenommen. Der Gesamtzustand wird als ruinös bezeichnet. Das Dach des Wohnbereichs ist zwischenzeitlich eingestürzt. Die Gefährdung des Gebäudes wird als kritisch eingestuft.